# Jean-Pierre Boyer (homme politique)
Pour les articles homonymes, voir Jean-Pierre Boyer et Boyer.
Jean-Pierre Boyer, né le 15 février 1776 à Port-au-Prince et mort le 9 juillet 1850 à Paris, est un militaire et homme d'État haïtien, ayant participé à la guerre d'indépendance d'Haïti et qui fut président à vie d'Haïti du 31 mars 1818 au 13 mars 1843, faisant de lui le chef d'État haïtien étant resté le plus longtemps au pouvoir, soit 25 ans de règne.
Proche du général André Rigaud, il est commandant des élites mulâtres contre l'autorité du général Toussaint Louverture lors de la guerre des couteaux en juin 1799. Par la suite, il soutient les Français lors de l'expédition de Saint-Domingue en 1802 avec le général Alexandre Pétion dont il devient l'élève. Puis, il rejoint, avec Pétion, les forces nationalistes commandées par le général Dessalines qui aboutissent à la victoire des rebelles et à la proclamation de l'indépendance d'Haïti. 
Sous le Premier Empire, il est d'abord fidèle à l'empereur Dessalines mais participe en 1806 au complot, dirigé par Pétion, qui met fin au régime. Il soutient la candidature d'Alexandre Pétion comme président de la République lors du conflit qui l'oppose au général Henri Christophe, également prétendant au pouvoir suprême. Pétion résiste à Christophe et se proclame président de la République dans la partie sud du pays. Haïti se divise alors en deux États, l'un au nord et l'autre au sud. Fidèle à Pétion, Boyer devient son successeur désigné, lorsque ce dernier révise la constitution pour s’attribuer les pleins pouvoirs en 1816. Après la mort de celui-ci en 1818, Boyer hérite des pleins pouvoirs et du titre de président à vie et de chef suprême des armées, avec le prédicat d’altesse sérénissime, comme le stipule la constitution de 1816. En 1820, il profite de la révolution nordiste pour renverser la monarchie christophiste et réunifier le nord et le sud d'Haïti. Puis, il annexe la partie espagnole de l'île et gouverne d'une main de fer toute l’île d’Hispaniola, et administre ainsi un vaste territoire comprenant celui d'Haïti et de l'actuelle République dominicaine.
Sous son règne, Boyer met de l'ordre dans les finances de l'État, améliora l'administration et favorisa les arts et les sciences. Il était aussi un législateur important, qui a fait adopté un code rural en mai 1826 qui a établi un régime agraire et a imposé la corvée pour l'entretien des routes. En 1825, il a obtenu la reconnaissance du jeune État haïtien vis-à-vis de la France de Charles X, qui accepte de reconnaître diplomatiquement l'État d’Haïti en échange d'une compensation de 150 millions de francs. Pour rembourser cette lourde indemnité, Boyer dut imposer un impôt spécial qui le rendit très impopulaire, tout en négociant un emprunt de 30 millions, tout en exigeant une réduction du montant imposé, ramené à 90 millions en février 1838. Malgré cela, il se maintient au pouvoir pendant plus de 20 ans jusqu'à sa déposition en 1843, provoquée par une nouvelle révolution menée par ses opposants. Exilé en France, il meurt à Paris en 1850 après sept années d'exil.
Avec le dictateur paraguayen José Gaspar Rodríguez de Francia, Boyer est l'un des dirigeants américains, de sa génération, à avoir gouverner le plus longtemps son pays.

## Carrière militaire

### Jeunesse
Boyer est né à Port-au-Prince en 1776. Il était le fils d'un tailleur français et d'une mère africaine; une ancienne esclave du Congo. Il a été envoyé en France par son père pour s'instruire. Pendant la Révolution française, il combattit en tant que commandant de bataillon. Il accueille avec reconnaissance le décret de la suppression de l'esclavage dans les colonies françaises de 1794 par lequel la République française abolit l'esclavage. Il seconde d'abord de tout son pouvoir les commissaires de la République Sonthonax et Polverel qui ont aboli unilatéralement l'esclavage à Saint-Domingue et entendent restaurer l'autorité de la métropole dans la colonie en combattant avec eux contre les colons alliés aux Anglais.

### Opposition à Louverture

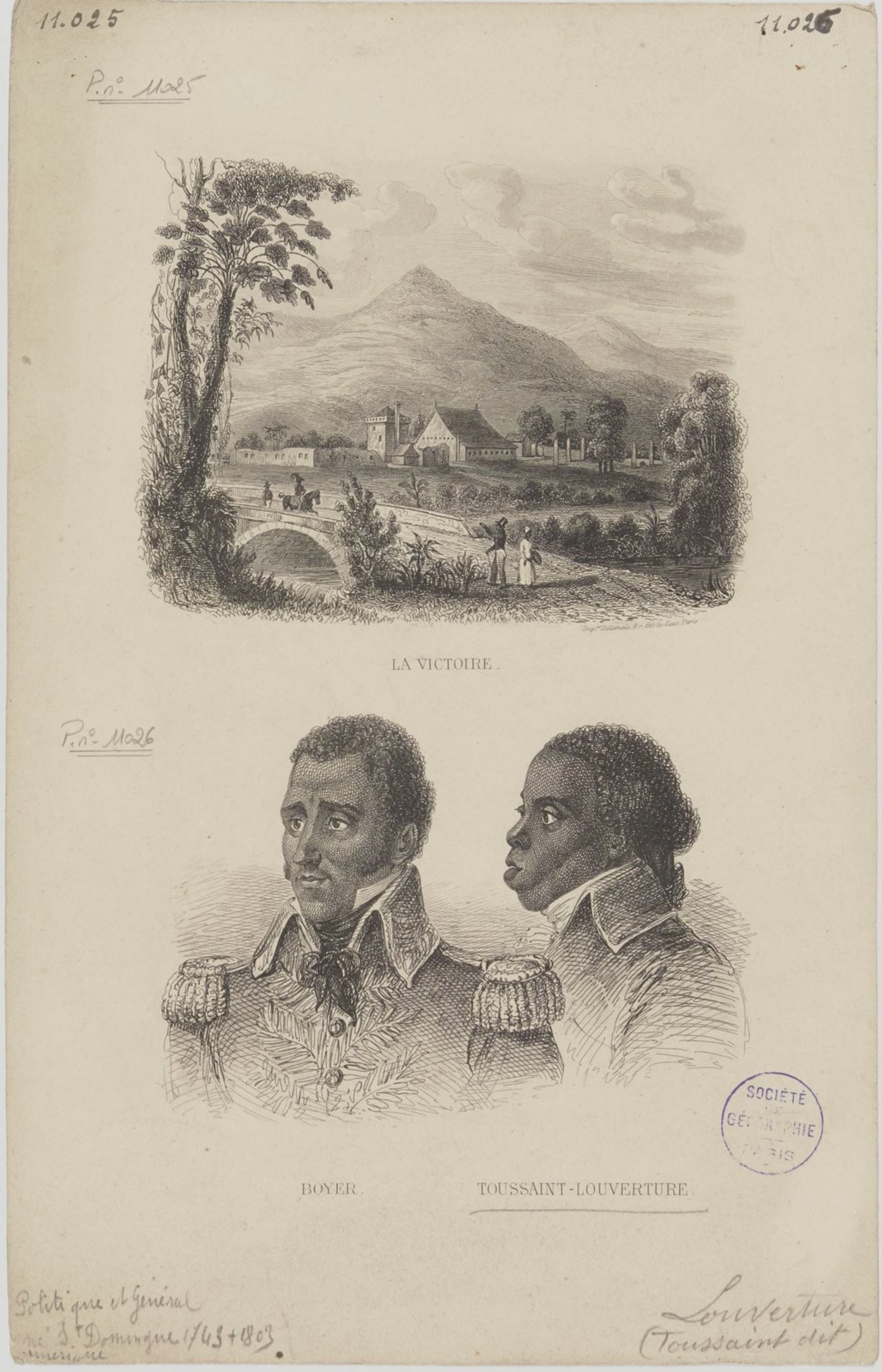
Journal La Victoire, 1800-1899. Avec un paysage et deux portraits : Jean-Pierre Boyer et Toussaint Louverture.

À la fin des années 1790, il s'élève contre l'autorité grandissante de Toussaint Louverture qui s'est progressivement émancipé des représentants de la métropole et se méfie des mulâtres. Il participe à la guerre des couteaux de 1799-1800, au côté du général mulâtre André Rigaud contre les Noirs sous le commandement de Louverture.
Alors que Louverture reçoit le soutien du général Jean-Jacques Dessalines, Rigaud, reçoit, hormis Boyer, le soutien d'Alexandre Pétion qui considère que Toussaint trahit la Révolution haïtienne au profit des Français ainsi que le ralliement de l'officier, d'origine africaine, Lamour Desrances, un des rares Noirs à rejoindre le camp des mulâtres. C'est lors de cette « guerre du Sud », vue comme un conflit entre la "caste" des Noirs (représentés par Toussaint) et la "caste" des Mulâtres (représentés par Rigaud), que Boyer fait rencontre de Pétion. Durant le conflit, il se fait remarquer par sa lutte acharnée et ses capacités à commander ses hommes. Son hostilité à Louverture sert à motiver les troupes. Malgré cela, en mars 1800, la prise de Jacmel par les troupes de Louverture force Rigaud a embarquer pour la France, il ne reviendra à Saint-Domingue que trois ans plus tard. Toussaint sort vainqueur du conflit et réaffirme son autorité sur l'île. Après cette défaite, Boyer, comme les autres généraux de son camp, se réfugie en France. Il rejoint alors, avec Rigaud et Pétion, le camp français et soutient le premier consul Napoléon Bonaparte. En 1802, Boyer fait partie de l'expédition française de Saint-Domingue du général Charles Leclerc, ordonnée par Napoléon, contre les forces de Louverture.

### L'expédition française
Boyer reste en exil à Paris jusqu'en 1801. Il retourne à Saint-Domingue pour protester contre la constitution proposée par Louverture dans la colonie. Sous l’influence insistante des généraux mulâtres comme Boyer, Rigaud, Pétion et des négociants en matières premières et en esclaves, Napoléon décide d'envoyer son beau-frère le général Leclerc, avec pour instructions de ménager Toussaint Louverture. Afin de lui prouver la bienveillance du gouvernement, on lui renvoie ses deux fils élevés en France par le gouvernement. Bonaparte avait prévu dès son arrivée au pouvoir en 1799 la résistance de la part de Toussaint, et toutes les mesures sont prises fin 1801 pour la vaincre : Louverture ne dispose tout au plus que de 16 000 hommes, Leclerc recevra donc le commandement de 30 000 hommes, provenant d’à peu près toutes les armées françaises, ainsi que de corps disciplinaires.

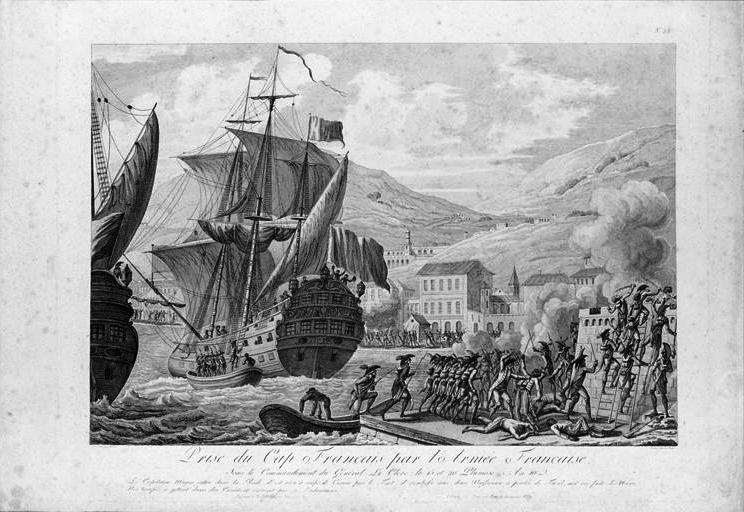
Prise du Cap Français par l'armée française sous le commandement du général Leclerc en 1802, estampe, début XIXe siècle, Musée du Quai Branly.

Le 14 décembre 1801, alors que la paix n'est pas encore définitivement signée avec l'Angleterre, une flotte commandée par Villaret de Joyeuse part pour Saint-Domingue. Elle est composée de 21 frégates et de 35 navires de ligne, dont l'un est armé de 120 canons, quitte Brest, Lorient, Rochefort emportant 7 à 8 000 hommes. Parmi eux se trouvent les opposants de Louverture, comme Rigaud qui en 1779 s'était engagé dans la célèbre brigade des 1500 Chasseurs volontaires de Saint-Domingue pour participer à la Guerre d'indépendance des États-Unis, tout comme Boyer et Pétion, qui ont, avec lui, participé à la révolte des mulâtres à Jacmel en 1799. Lorsque Louverture découvre les navires dans la baie de Samaná, il donne l'ordre au général Henri Christophe, chef du département du nord, à Dessalines du département de l'ouest et à Laplume du sud, de répondre aux sommations de l'escadre, qu'ils n'ont pas ordre de la recevoir, puis si elle insiste et en cas de débarquement de menacer de détruire les villes avant de se retirer dans les montagnes. Dans les dix premiers jours, le corps expéditionnaire occupe les ports, les villes et une grande partie des terres cultivées. Réfugié dans le massif de l'Artibonite, Toussaint Louverture n'a plus que quelques brigades sous les ordres des généraux Maurepas, Christophe, Dessalines. Mais il détient aussi une grande quantité de blancs qui ont été emmenés en otages. Pour le déloger il faut franchir des gorges rendues impénétrables par la végétation tropicale, où les Noirs tendent embuscades sur embuscades.
Vaincu, Louverture se rend aux Français. Dans sa retraite d'Ennery, où il est assigné à résidence, il songe à sa revanche, et guette les progrès de sa meilleure alliée, la fièvre jaune, qui fait des ravages dans les rangs des Français et frappe particulièrement les derniers arrivés sur l'île. Environ 15 000 hommes périssent ainsi en deux mois. Toussaint ne cesse de correspondre avec ses affidés, les incitant à se tenir prêts. Certains, cependant, n'ayant aucune envie de recommencer la guerre, avertissent le général en chef. En juin, sentant le danger, Leclerc convoque le rebelle à une entrevue et le fait arrêter. Emmené à bord d'un bateau, il est envoyé en Europe et gardé prisonnier au Fort de Joux où il meurt rapidement.

### L'indépendance

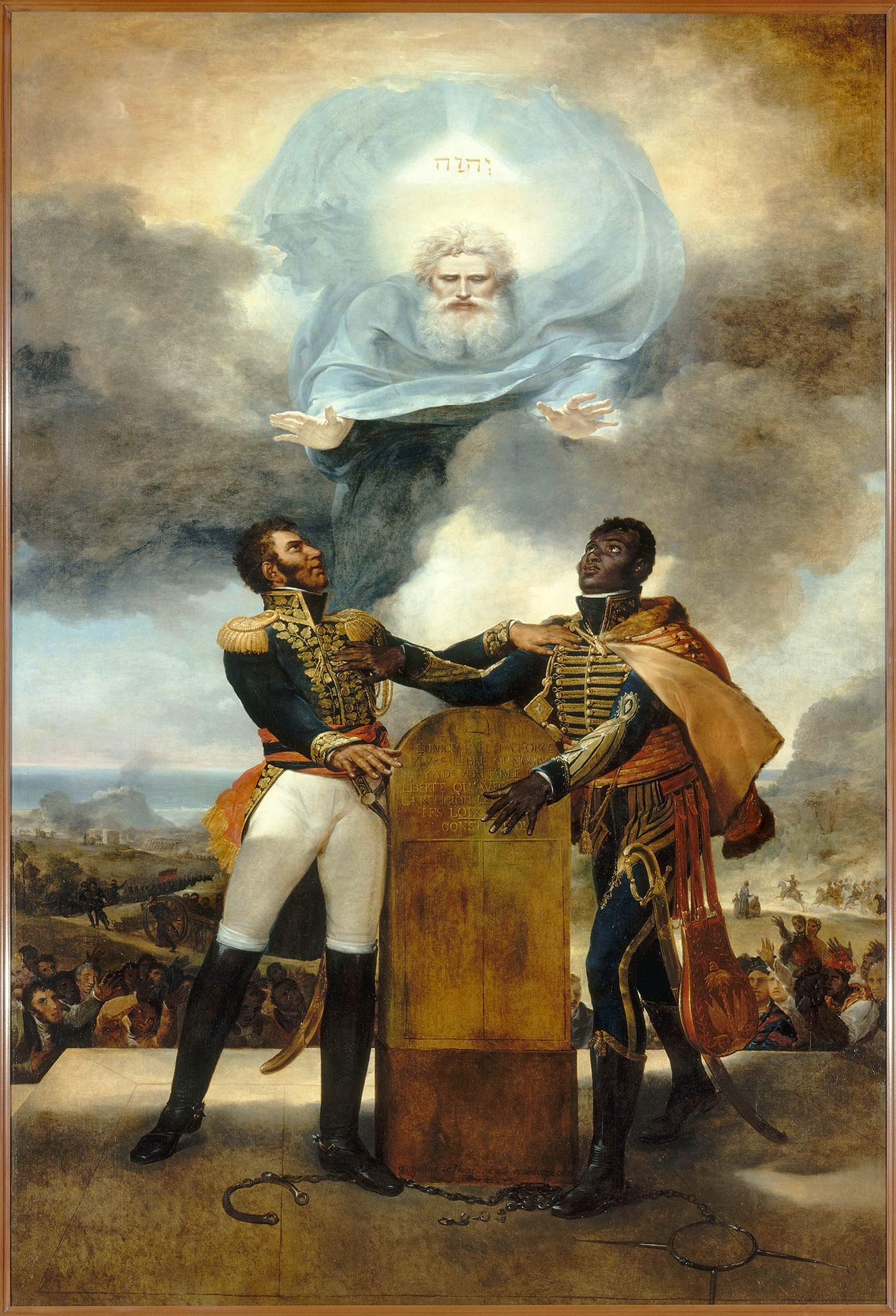
Dessalines et Pétion lors du serment dit « serment des ancêtres » en 1803 (peint en 1823).

L'armée française, qui ne compte plus que 8 à 10 000 hommes, à peine en état de servir, est débordée. Réfugié sur l'île de la Tortue, pour tenter d'échapper à la maladie, Leclerc succombe à son tour, le 1er novembre 1802. Étant l'officier le plus ancien, Rochambeau prend le commandement. Il déteste les mulâtres plus encore que les Noirs et il étend le désarmement des officiers à ces hommes de couleur qui s'étaient opposés à Toussaint et qui étaient revenus dans les bagages de l'expédition. Rigaud est prié d'embarquer pour les États-Unis. Dans le sud où ils sont plus nombreux, les mulâtres, sous le commandement de Pétion et de Boyer, comprenant qu'ils n'ont plus rien à attendre de la France s'unissent aux Noirs. Le vent de révolte, qui soufflait particulièrement dans le nord, se répand maintenant dans le sud. Rochambeau tente de réprimer l'insurrection mais il ne peut faire face. Le Cap-Français est le dernier bastion des Français. Quand il y parvient, Christophe a déjà enlevé l'un des forts. Rochambeau le reprend.
Le 18 novembre 1803, près du Cap-Français, les Français sont vaincus à la bataille de Vertières par le général insurgé Dessalines. L'acte de reddition est signé le lendemain au nom de Rochambeau. Les vaincus ont dix jours pour quitter l'île et livrer la ville du Cap.
Après la victoire contre l'armée napoléonienne et la proclamation de l'indépendance d'Haïti, le 1er janvier 1804, Boyer soutient de plus en plus l'engagement politique de Pétion qui le prit d'abord pour secrétaire, et l'élève rapidement aux grades de colonel, puis de général. Lorsque Dessalines, nommé gouverneur-général d'Haïti après la proclamation d'indépendance, se proclame empereur sous le nom de Jacques Ier, Boyer reste dans l'armée et prête serment au nouveau régime. Cependant, en 1806, il est appelé par Pétion pour l'aider à renverser l'empereur qui est assassiné à Pont-Rouge.
Les généraux Pétion et Henri Christophe s'affrontent alors pour gouverner Haïti. Ils représentaient respectivement la division entre l'élite urbaine mulâtre du Sud et les anciens esclaves noirs du Nord. Après des années de guerre, ils ont créé des États distincts : pétion proclamant la république d’Haïti au sud et Christophe créant l’État (plus tard le royaume) d’Haïti au nord.

## Le règne de Boyer

### Situation sociopolitique d'Haïti sur le gouvernement de jean pierre Boyer
Sous le mandat de Pétion, Boyer devient l'un de ses principaux conseillers. Joseph Balthazar Inginac, a également exercé les fonctions de secrétaire du président. Au nord, Christophe se proclame président à vie puis roi sous le nom d'Henri Ier. Élu puis réélu à deux reprises, Pétion fait adopté une modification de la constitution en 1816, qui transforme le mandat présidentiel de quatre ans en mandat à vie. Bien qu'il ait été au départ un partisan de la démocratie constitutionnelle, Pétion trouvé que les limites de son pouvoir, imposées par le Sénat, étaient trop pesantes. Cette mesure, jugée autocratique et anti-républicaine, est approuvée par le Sénat et le corps militaire. La nouvelle constitution permet également au chef suprême de l’État de nommer son successeur, tout en établissant les bases de la reconnaissance et de l'indépendance d'Haïti. En 1818, les conspirations constantes contre lui et contre le gouvernement en plus de sa maladie poussent Pétion à dissoudre le Sénat. Boyer, fidèle de Pétion, est alors désigné comme son « dauphin », et destiné à le remplacer à son décès.
À la mort de Pétion en 1818, Boyer écarte les derniers partisans républicains, et se fait proclamer, par les généraux fidèles au despotisme militaire et les représentants du Sénat, président à vie de l’État sudiste. La succession de Pétion et la prise de pouvoir de Boyer marquent définitivement l’enracinement du nouveau régime autocratique et la fin de la première période républicaine en Haïti.

### Réunification avec le Nord

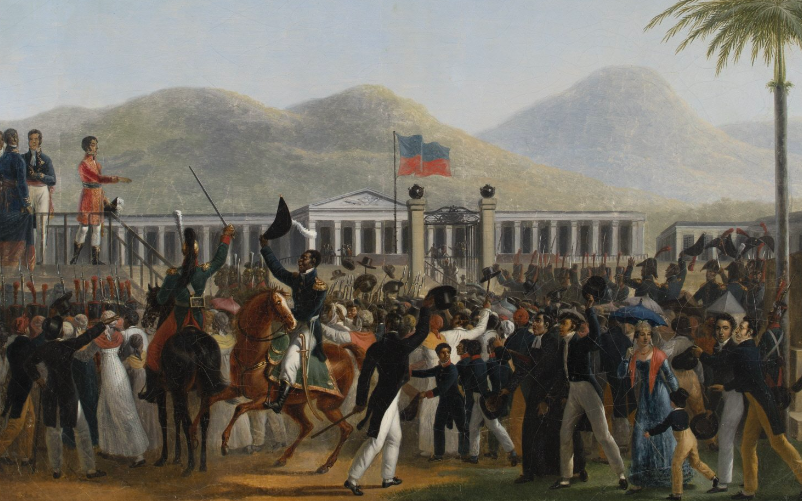
Proclamation de Boyer comme président à vie du Nord et du Sud (1820).

Dès que Boyer arrive au pouvoir, il est confronté à la concurrence persistante avec Henri Christophe et son Royaume d'Haïti au nord. Le régime autocratique de Christophe a engendré des troubles et des contestations dans le royaume. Profitant de la révolution nordiste, Boyer mobilise ses troupes. Les circonstances lui permettent de réunifier l'île en seulement quelques mois. En 1819, il liquide la révolte de Grand'Anse et profite du suicide de Christophe le 8 octobre 1820 pour conquérir le Nord et mettre fin au régime monarchique. Le fils et héritier de Christophe, Jacques-Victor Henri, proclamé roi sous le nom d'Henri II, est exécuté par les insurgés. Après cela, la famille de Christophe, comprenant la reine Marie-Louise et ses filles, fut reçue dans la propriété Lambert à l'extérieur de Cap-Haïtien avant de recevoir la visite de Boyer qui lui offrit sa protection. Ce dernier a alors nié être à l'origine de la mort du prince Henri.

### Conquête de l'île d'Hispaniola
Le 30 novembre 1821, l'ancienne colonie espagnole de Saint-Domingue, dans la partie orientale de l'île d'Hispaniola, proclame son indépendance vis-à-vis de l'Espagne. Mené par le général José Núñez de Cáceres, les forces militaires s'opposent à l'unification avec Haïti, puisque le 1er décembre 1821, une pétition circule pour unifier la vieille colonie de Santo Domingo avec la Grande Colombie de Simón Bolívar ou avec l’État d'Haïti de Boyer.
Beaucoup de villes dominicaines arborent alors le drapeau haïtien comme symbole de l'indépendance et en solidarité avec les idées de la révolution haïtienne. Un groupe de politiciens et officiers militaires, cherchant des positions administratives et la stabilité politique, soutient l'unification sous le gouvernement haïtien. Boyer veut aussi protéger l'île de la possibilité d'une attaque française ou espagnole, libérer les esclaves de la partie orientale, tout en préservant la liberté des anciens esclaves de la partie occidentale. En 1822, il envahit la partie espagnole de l'île et réunit sous sa domination l'île entière d'Hispaniola. À la tête d'une armée de 10 000 hommes, il fait son entrée dans Saint-Domingue, le 9 février 1822, sécurisant le pouvoir haïtien sur toute l'île d'Hispaniola.
Après avoir promis la protection à plusieurs gouverneurs de frontière dominicains et obtenu leur allégeance, Boyer annexe officiellement le nouvel État indépendant avec une force de 50 000 soldats. Ces forces ont rencontré peu de résistance de la part de la population dominicaine considérablement plus faible. Lors de l'entrée de Boyer dans la capitale, Núñez de Cáceres lui remet les clés de la ville. Dès lors, Boyer étend l'abolition de l'esclavage à cette partie de l'île, alors que Napoléon l'avait fait rétablir en 1801.

### Négociations avec la France

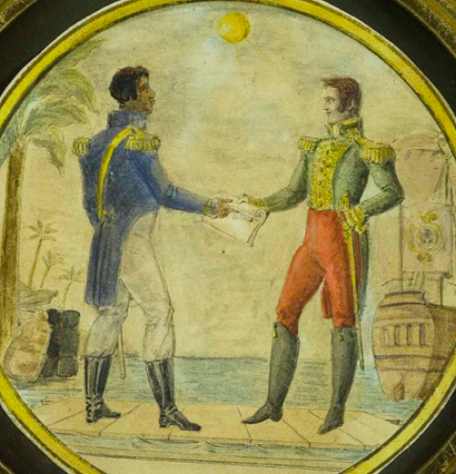
Boyer recevant l'ordonnance de Charles X des mains du baron de Mackau.

Le 3 juillet 1825, un corps expéditionnaire français composée de 14 navires de guerre français, arrive à Port-au-Prince. À son bord, le baron de Mackau, qui avait été missionné pour informer le président haïtien que la France n’était pas décidée à reconnaître l’indépendance de son ancienne colonie sans conditions. Alors que les canons sont orientés vers l’île, Mackau négocie avec Boyer les conditions d’un traité de reconnaissance définitive.

Le nouveau roi de France, Charles X, par l'intermédiaire de Mackau, accepte de reconnaître l'indépendance d'Haïti moyennant une indemnité de 150 millions de francs-or. Boyer négocie longuement et réussit à réduire la somme à 90 millions. Il se résout à accepter l’ordonnance le 17 avril 1825, espérant négocier le montant et les délais de l’indemnité. 

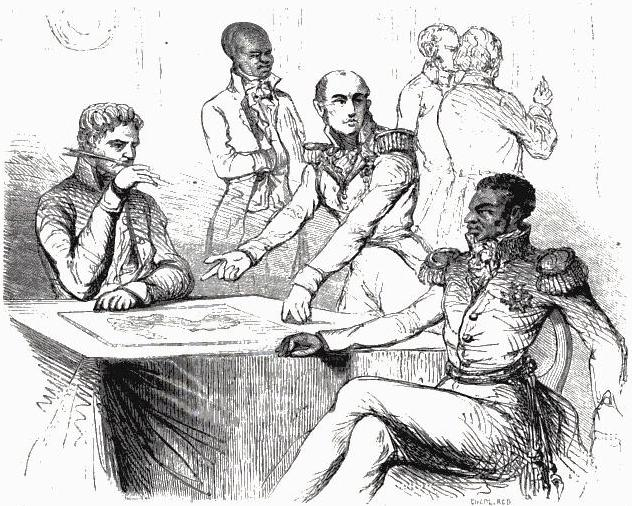
Le baron de Mackau et Jean-Pierre Boyer lors de la négociation du traité de 1825.

Pour honorer cette dette, il doit instaurer de lourds impôts. Afin de dynamiser l'économie agricole, il restaure la corvée. Cette indemnité est l’objet des discussions de 1838, menées entre le gouvernement de Boyer et les représentants du roi Louis-Philippe, ayant remplacé Charles X en 1830.
Les deux parties s’accordèrent sur un volet financier qui fixait à soixante millions le solde de l’indemnité payable en trente ans (le remboursement s’étala en fait sur quarante-cinq ans). Le volet de normalisation politique eut plus de mal à se concrétiser, en raison des soubresauts de régime à Haïti. La dette pesa lourdement sur le développement économique et social du pays. Haïti espéra liquider son passif en recourant aux emprunts, qui ne firent qu’alourdir la dette du fait des intérêts, et provoquèrent finalement la catastrophique occupation du pays par les États-Unis en 1915.

### Politique d'intégration des Noirs américains
Boyer et ses ministres, Jérôme-Maximilien Borgella et Jonathas Granville, ont été profondément impliqués dans la migration massive de Noirs américains en Haïti en 1824. Cependant, cet événement ne s'est pas produit dans le vide. Les migrants n'ont pas non plus réagi par réflexe aux promesses du gouvernement haïtien. La migration est souvent qualifiée d’échec à cause des 6 000 migrants (ou plus), d’un couple ou de plusieurs milliers retournés aux États-Unis. Cependant, ceux qui sont restés avaient souvent une évaluation différente de la migration. Le terme «échec» devrait donc être appliqué aux perspectives du gouvernement haïtien avec les migrants et à l’idée de nombreux philanthropes blancs aux États-Unis de reloger l’ensemble de la population noire hors du pays. Aucun de ces deux objectifs n'a été atteint. Pourtant, pour les descendants parmi les migrants qui vivent actuellement en Haïti et ceux qui se sont également assimilés à la culture locale, la migration leur a donné la possibilité de trouver une nouvelle vie sur l'île et souvent, de trouver du travail dans l'industrie et la connaissance de la langue anglaise qui leur a donné un avantage en Haïti.
L’American Colonization Society (ACS) a pris note de l’effort de recrutement. Craignant que les Noirs libres ne puissent jamais s'assimiler aux États-Unis, leurs membres ont fondé leur société en 1816 pour "rapatrier" les Noirs américains en Afrique, quel que soit leur lieu de naissance. C'était une collaboration difficile entre les abolitionnistes et les propriétaires d'esclaves, qui ont abordé la question de points de vue divergents. L'ACS a planifié la colonisation dans ce qui est devenu le Liberia pour d'anciens esclaves.
À partir de septembre 1824, près de 6 000 Américains, principalement des personnes de couleur libres, émigrent en Haïti en l'espace d'un an et quittent New York, Baltimore et Philadelphie. En raison de la pauvreté de l'île et de l'incapacité de l'administration de Boyer d'aider à soutenir les nouveaux immigrants en transition, la plupart d'entre eux sont rentrés aux États-Unis dans un court laps de temps.

### Progression de la production caféière
À partir de la fin des années 1810, la culture du café prend son essor en Haïti. La fin des guerres napoléoniennes et celle de la guerre de 1812 permettent le rétablissement de la navigation commerciale. Le maintien des prix du café sur le marché mondial entre 1815 et 1821 facilite cette expansion. Les anciens esclaves ont souvent abandonné la canne à sucre pour se centrer sur la culture du café, d'abord exporté principalement aux États-Unis et au Royaume-Uni, dans le cadre de la Convention commerciale tripartite de 1799. Ils subissent cependant la concurrence de leurs anciens maîtres français, émigrés à Cuba après 1798 et 1803, les Réfugiés français de Saint-Domingue à Cuba, qui avaient réussi dans les années 1780, la révolution du café de Saint-Domingue, et lancent une révolution du café à Cuba dans les années 1810 et les années 1820, en recourant massivement à la Traite négrière. Pour contrecarrer cette évolution, l'Angleterre encourage alors l'importation de café haïtien. Au même moment, la nouvelle république noire entretient des rapports moins favorables avec les États-Unis, à la suite de l'élection 1817 d'un président proche des réfugiés français de Saint-Domingue en Amérique, James Monroe, l'ami de Thomas Jefferson, qui avait négocié l’achat de la Louisiane.
Un premier traité anglo-espagnol pour l'abolition de la traite négrière à Cuba est signé dès 1817. Prévoyant un délai de trois ans pour son application et un dédommagement anglais de 4 000 000 livres sterling à Cuba, il n'est cependant pas respecté. En 1822, l’Angleterre importe 35,1 millions de livres de café d'Haïti, deux fois plus qu'en provenance de Cuba. Avec 0,65 million de livres exportés seulement, le sucre disparaît quasiment d'Haïti. La France ne représente plus alors qu’un quart des exportations haïtiennes et les États-Unis un tiers.
Dans l'espoir que la nouvelle république noire puisse verser aux ex-planteurs l'indemnisation des colons de Saint-Domingue, la France fait à son tour un effort pour encourager la production haïtienne du café. Au moins 82 navires français assurent son importation dès 1821 contre 39 en 1817. En 1824, la moitié des 10 millions de tonnes de café importées par la France viennent d'Haïti, une progression de 45 % par rapport aux 3,86 millions de tonnes 1821. Boyer facilita même la migration de 6000 Noirs américains libres, qui s'établirent sur des plantations caféières.
Au même moment, l'expansion caféière du Brésil et de Cuba, nourrie par la Traite négrière, déclenche une surproduction mondiale et la baisse des prix de vente du café sur le marché mondial. Le cours de la livre de café haïtien à Philadelphie perdra 75 % de sa valeur au cours du règne de Boyer, passant de 26 cents en 1822 à 6 cents en 1843. Le rêve de l'expansion caféière bute sur cette contrainte.

### Soutien à l'indépendance de la Grèce

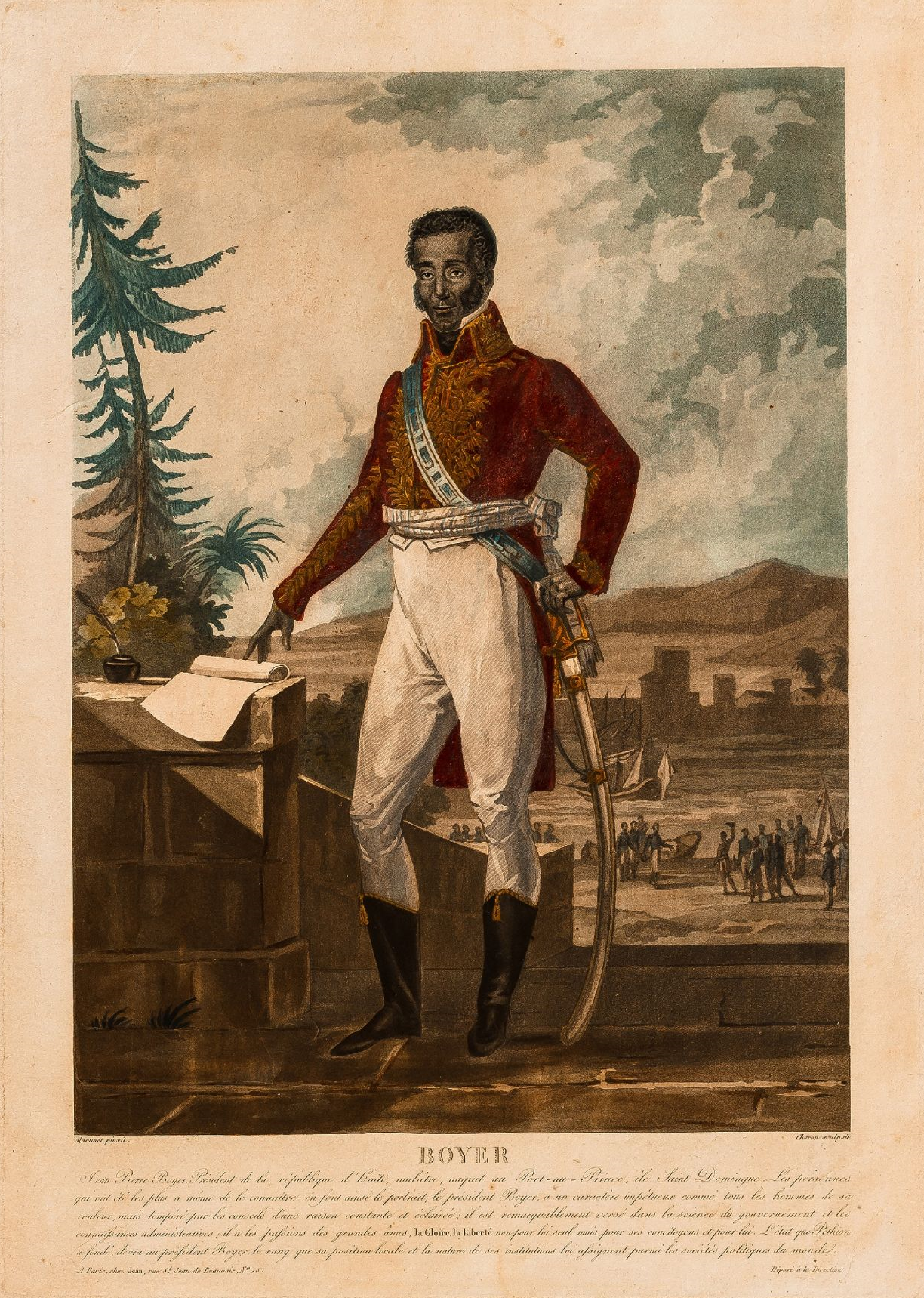
Portrait de Jean-Pierre Boyer en 1825.

Haïti a été le premier État indépendant à reconnaître la révolution grecque contre l'empire ottoman. À la suite d’une demande d’assistance de la part de la Grèce, Boyer adresse une lettre le 15 janvier 1822. Dans la lettre adressée aux expatriés grecs résidant en France, dont Adamántios Koraïs, qui s'était réuni au sein d'un comité qui cherchait un soutien international à la révolution grecque en cours, avait exprimé son soutien aux indépendantistes et comparait la lutte de l'autre côté de l'Atlantique à la lutte pour l'indépendance de son pays. Il s'est excusé de ne pas pouvoir soutenir financièrement la révolution en Grèce, même s'il espérait pouvoir le faire à l'avenir. Mais il exprima son soutien moral et politique à la révolution, notamment en remplissant sa lettre de références à l'histoire grecque classique, démontrant une connaissance détaillée de cette histoire et évoquant avec puissance les révolutionnaires contemporains comme les héritiers légitimes de leurs ancêtres,.
Certains historiens affirment que Boyer a également envoyé aux Grecs 25 tonnes de café haïtien qui pourraient être vendues et que le produit de la vente servirait à acheter des armes, mais il n’existe pas suffisamment de preuves pour soutenir cette affirmation, ou une autre, selon laquelle une centaine de volontaires haïtiens sont partis se battre dans la région. Le navire aurait été arraisonné par des pirates quelque part en Méditerranée et ces combattants ne se seraient apparemment jamais rendus à leur destination.

### Mesures économiques et sociales
Le début de la période de domination haïtienne de l'île d'Hispaniola fut une période de changements sociaux et institutionnels ainsi qu'une croissance économique notable. Pendant l'occupation haïtienne, se consolident de nouveaux rapports de production qui se développent depuis le XVIIIe siècle dans la partie dominicaine. Boyer a déployé une offensive assez cohérente contre la domination économique des riches propriétaires dominicains et contre le système d'élevage extensif, prédominant dans la partie orientale ou « espagnole ». Il instaure un changement radical dans le régime foncier en confisquant les biens de l'Église catholique, principal propriétaire terrien de l'ancienne colonie, jetant les bases d'un développement agricole bien supérieur à celui qui existait jusqu'alors.
C'est avec l'occupation haïtienne que le nouveau mode de production est devenu pleinement dominant dans la partie espagnole. Cela a été déterminé par l'abolition de l'esclavage, la distribution des terres aux dépossédés favorisant le développement de l'agriculture, la liquidation des rentes féodales et la limitation du pouvoir social et politique des riches propriétaires. Cependant, le modèle est entré dans une crise chronique du fait que les petits paysans n'avaient ni les moyens ni l'intérêt de développer des lignes commerciales régulières, faute de moyens humains, techniques et financiers. Ces petits paysans, exploités par les marchands, produisaient à peine pour le marché ce qui était nécessaire pour se procurer quelques articles manufacturés à l'étranger. L'absence d'une classe dirigeante agraire moderne et la fragmentation de la propriété, ainsi que le retard technologique, ont causé la limitation du marché intérieur et une pauvreté chronique généralisée.

### Réformes agraires

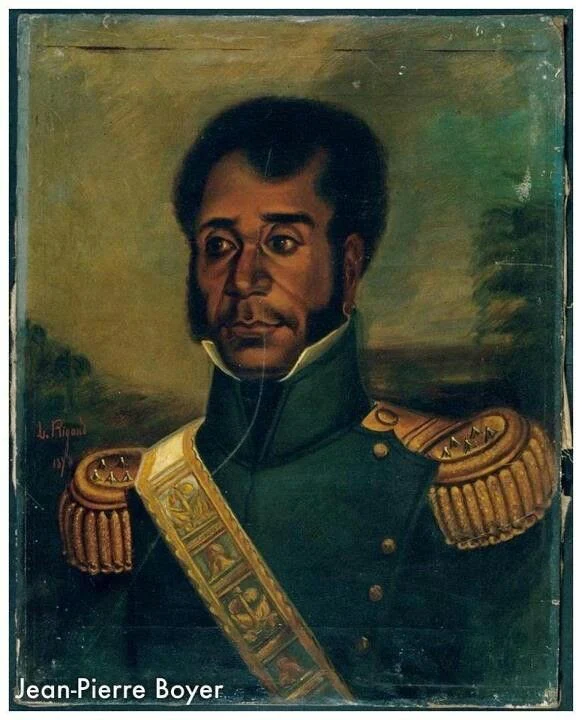
Portrait de Jean-Pierre Boyer, peint par Louis Rigaud.

Le Code agraire de Boyer, copié sur le code napoléonien, est entré en vigueur en Haïti en 1821 et son but était d'assurer la main-d'œuvre aux grands et moyens propriétaires terriens, puisqu'il empêchait les paysans de quitter les champs où ils travaillaient. Cela a été rejeté à la fois par les travailleurs haïtiens et les Hispano-Haïtiens. Les premiers prétendaient qu'ils ne se battaient pas autant pour redevenir esclaves, tandis que les seconds soutenaient qu'ils avaient toujours vécu sans avoir à être liés à la terre. Le code agraire dans la partie orientale avait pour objectif principal la répartition des terres et la suppression du régime foncier communal, comme en témoigne la loi du 8 juillet 1824, qui a considérablement affecté les grands propriétaires, dont l'Église puisqu'une partie de leur les terres étaient réparties entre les paysans.
Boyer, qui pratiqua autrefois une politique d'alliance avec les riches propriétaires, rencontra de sérieux problèmes dans l'application du Code et ces derniers organisèrent en 1824 une conspiration à Santo Domingo, qui fut appelée la conspiration des Alcarrizos. Le but de cette révolte était de chasser le gouvernement haïtien et de rejoindre l'Espagne. Cela n'a pas pu être réalisé car le complot a été révélé et mis en échec par les hommes de Boyer.
Néanmoins, les riches propriétaires ont continué à faire pression et ont réussi à amener Boyer à interrompre les distributions de terres et à conclure une alliance avec eux. Ils se sont également fortement opposés aux prétentions à payer des impôts à Boyer en 1826. L'intention fiscale était de payer une partie d'une dette contractée par Haïti avec la France après avoir accepté l'ordonnance française de 1825 qui reconnaissait l'indépendance d'Haïti pour changer de paiement de 150 millions de francs en cinq ans. L'opposition ne venait pas seulement des propriétaires hispano-haïtiens, mais aussi de la classe moyenne urbaine et rurale, qui jusqu'alors l'avait soutenu, mais qui n'était pas disposée à supporter les problèmes hérités de l'ancienne hostilité entre Haïti et la France. Craignant que l'imposition de nouvelles charges fiscales et la mise en œuvre dans la partie orientale du code rural ne suscitent à nouveau la réaction des riches propriétaires et d'autres secteurs, Boyer accepte de ne pas appliquer le code dans l'ancienne partie espagnole.

## Fin de règne et mort

### Montée du nationalisme dominicain

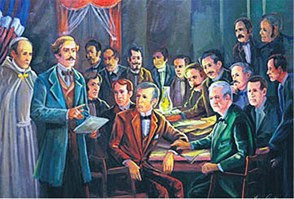
Réunion de la Trinitaria.

Afin de lever des fonds pour l'énorme indemnité de 150 millions de francs qu'Haïti a accepté de payer aux anciens colons français et qui a ensuite été réduite à 60 millions de francs, le gouvernement haïtien a imposé de lourdes taxes aux Dominicains. Comme Haïti n’était pas en mesure d’approvisionner adéquatement son armée, les forces d’occupation ont en grande partie survécu en réquisitionnant ou en confisquant des vivres et des fournitures sous la menace des armes à feu. Les tentatives de redistribuer les terres en conflit avec le régime de la propriété foncière communale ( terrenos comuneros ), qui avait surgi à propos de l'économie ranching, et certaines personnes étaient mécontentes d'être contraintes de développer des cultures de rente sous Boyer, qui avait établi un code rural. Dans les zones rurales et accidentées, l’administration haïtienne était généralement trop inefficace pour appliquer ses propres lois. C'est dans la ville de Saint-Domingue que les effets de l'occupation ont été ressentis le plus intensément, et c'est là que le mouvement pour l'indépendance a pris naissance.
La constitution haïtienne interdisait également aux élites blanches de posséder des terres et les principales familles propriétaires fonciers étaient privées de leurs biens par la force. Beaucoup ont émigré à Cuba, à Porto Rico (ces deux possessions étant espagnoles à l'époque) ou en Grande Colombie, généralement avec l'encouragement de responsables haïtiens, qui ont acquis leurs terres. Les Haïtiens, qui ont associé l'Église catholique romaine aux maîtres d'esclaves français qui les avaient exploités avant l'indépendance, ont confisqué tous les biens de l'Église, ont déporté tout le clergé étranger et ont rompu les liens du clergé restant avec le Vatican. L'université de Saint-Domingue, la plus ancienne de l'hémisphère occidental manquant à la fois d’étudiants et d’enseignants, il a fallu fermer et le pays a donc souffert d’une fuite massive de capital humain.

### Les premiers soulèvements

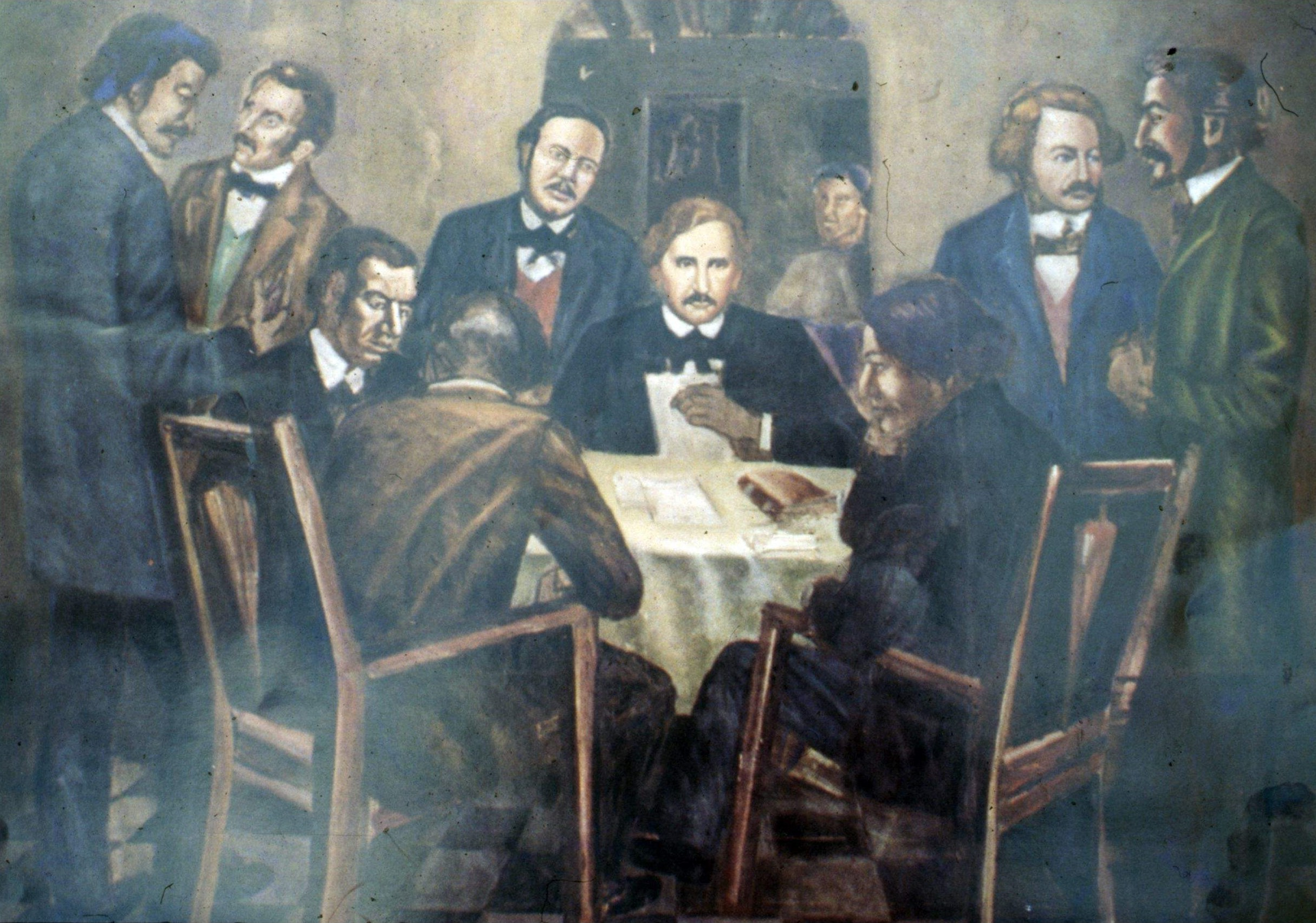
Représentation de la société secrète de la Trinitaria.

Bien que l'occupation a instauré une constitution à travers l'ensemble de l'île, qui conduisit à l'abolition de l'esclavage,, les formes d'esclavage persistaient dans la société haïtienne. Plusieurs résolutions et dispositions écrites visaient expressément à convertir les Dominicains moyens en citoyens de deuxième classe, comme Boyer l'avait fait avec la paysannerie haïtienne en vertu du Code rural : les restrictions de mouvement, l'interdiction de se porter candidat à une charge publique, les couvre-feux nocturnes, l'impossibilité de voyager en groupe, l'interdiction d'organisations civiles et la fermeture indéfinie de l'université publique (sous prétexte qu'elle est une organisation subversive) ont tous conduit à la création de mouvements prônant une séparation forcée d’Haïti sans compromis.
En 1838, un groupe de nationalistes éduqués, dont Juan Pablo Duarte, Ramón Matías Mella et Francisco del Rosario Sánchez, fonda une société secrète appelée La Trinitaria pour obtenir son indépendance d'Haïti. Les Trinitaires ont gagné la fidélité de deux régiments haïtiens composés de Dominicains de la ville de Saint-Domingue. Ils se sont soulevés le 27 janvier 1843. Connus comme "la réforme" ( La Reforma), les Dominicains rebelles s'emparèrent de la capitale, Saint-Domingue, le 24 mars.

### Révolution à Port-au-Prince et déposition
Au printemps de 1842, Haïti a été frappée par un terrible tremblement de terre qui a presque détruit certaines villes. Les mesures autoritaires de Boyer suscitent une hostilité populaire. Cela provoque la révolution de 1843, partie du village de Praslin, non loin de la ville des Cayes, et ayant à sa tête le général Charles Rivière Hérard. Boyer envoya son plus fidèle partisan, le général Borgella, également pressenti pour lui succéder, réprimer la révolte. Mais la révolution finit par avoir raison de lui. Les forces de Borgella, comprenant que Hérard ne désire pas restaurer la Constitution républicaine, se rallient à lui et marchent en direction de Port-au-Prince. Voyant l'insurrection prête à triompher, Boyer s’éloigne de la capitale en mars 1843 puis, contraint par l’armée, se retire en Jamaïque.
Dans sa lettre de renonciation au pouvoir suprême, il déclare :
« En me soumettant à un exil volontaire, j'espère détruire tout prétexte d'une guerre civile causée par mon moyen. » Cité par Dantès Bellegarde dans son ouvrage : La Nation haïtienne.
Après le départ de Boyer, Hérard forme un gouvernement provisoire composé de Jean-Chrisostôme Imbert, Philippe Guerrier, Nolasque Segrettier et du général Voltaire, le 4 avril 1843. Par la suite, il se fait proclamer à son tour président à vie, le 30 décembre 1843, par l'Assemblée Constituante et prête serment le 4 janvier 1844 à 10 heures du matin. Ainsi, malgré la chute de Boyer, son régime ainsi que son modèle de gouvernement se maintient en place.

### Exil et fin de vie

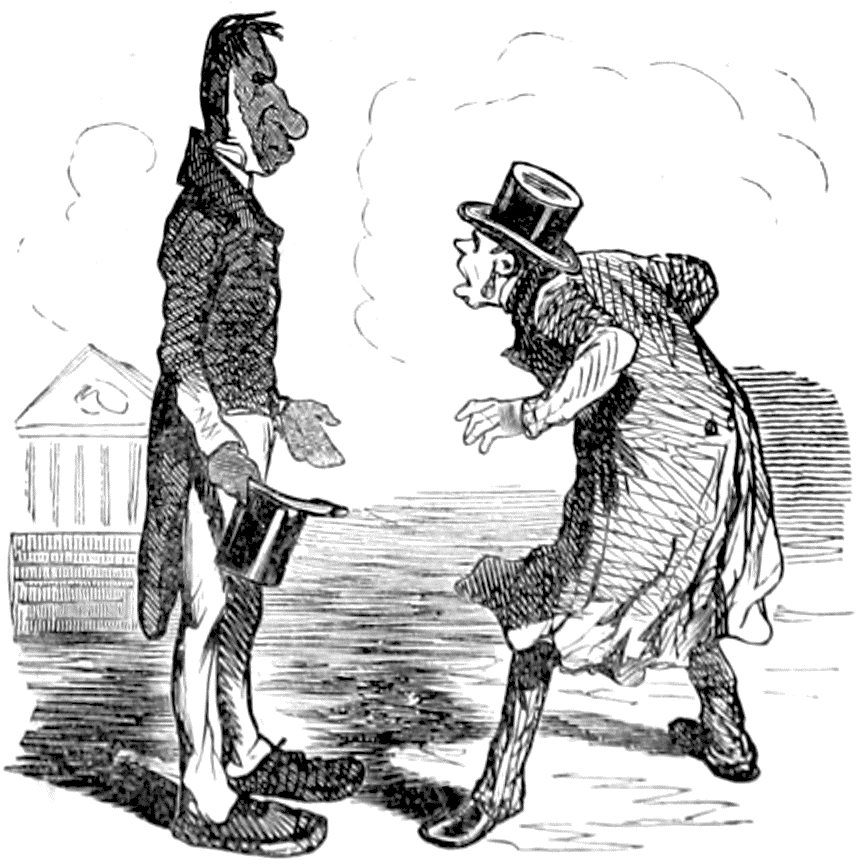
Caricature : ÉMIGRATION DE M. BOYER : — Ah ! monsieur le président, je ne vous aurais jamais reconnu. — Je pars pour l’empire d’Haïti, où j’ai l’espoir d’être nommé duc.

Après le triomphe de la révolution, Boyer alla en exil en Jamaïque avec son épouse, Marie-Madeleine Lachenais. Cette dernière, avait agi tout au long de la présidence de Boyer en véritable conseillère politique. Veuve de Pétion, celle-ci avait épousé Boyer peu après la mort de son époux. Les deux filles qu'elle avait eues de Pétion furent adoptées par Boyer. Elle finit ses jours en exil à Kingston le 22 juillet 1843, quelques mois après la chute de Boyer. Après la mort de son épouse, ce dernier quitta la Jamaïque pour la France et s'installa à Paris.
Depuis son exil parisien, il suit de prêt les actualités haïtiennes et pense encore pouvoir rentrer dans son pays. Après l'arrivée au pouvoir de Faustin Soulouque comme président à vie le 1er mars 1847, il a écrit plusieurs lettres au nouveau dictateur lui témoignant de son soutien dans sa politique. Lorsque Soulouque devient empereur sous le nom de Faustin Ier en 1849, celui-ci met en place une nouvelle noblesse et y intègre l'ancienne noblesse impériale et royale tout en distribuant des titres. Rêvant d'un retour en grâce, Boyer pense revenir à Haïti afin d'être fait « duc »par le nouvel empereur.
Mais l’ancien dictateur meurt avant le 9 juillet 1850 au 11, rue de Castiglione dans le 1er arrondissement de Paris. Il est inhumé au cimetière du Père-Lachaise (12e division).

## Mariage et descendance
Dans les années 1800, il entâme une relation avec Marie-Madeleine Lachenais avec laquelle il a une fille : Jeanne-Françoise Victoire Azéma dite Azéma Boyer (1803-1890). Par la suite, Lachenais épouse le général Alexandre Pétion avec lequel elle a deux autres filles. Après la mort de Pétion en 1818, Lachenais se rapproche de son ex-compagnon, Boyer, qu'elle épouse en 1819.
Azéma, fille unique de Boyer, épouse le lieutenant Charles Bazelais avec lequel elle a six enfants dont Jean-Pierre Boyer-Bazelais, considéré comme l'héritier de son grand-père avant la révolution de 1843.

## Source
Cet article comprend des extraits du Dictionnaire Bouillet. Il est possible de supprimer cette indication, si le texte reflète le savoir actuel sur ce thème, si les sources sont citées, s'il satisfait aux exigences linguistiques actuelles et s'il ne contient pas de propos qui vont à l'encontre des règles de neutralité de Wikipédia.